# Janer Cristaldo
Janer Cristaldo Ferreira Moreira (Sant'Ana do Livramento, 2 de abril de 1947 – São Paulo, 27 de outubro de 2014) foi um jornalista, escritor, romancista, ensaísta e tradutor brasileiro.

## Biografia
Formado em direito e filosofia em Santa Maria e Porto Alegre, respectivamente, Janer Cristaldo começou a trabalhar como jornalista no Diário de Notícias de Porto Alegre, em 1969. De 1971 a 1972, fez curso de língua sueca na Universidade de Estocolmo. E de 1977 a 1981, fez Doutorado em Letras Francesas e Comparadas na Université de la Sorbonne Nouvelle, em Paris, com uma tese sobre o escritor argentino Ernesto Sábato: La Révolte chez Ernesto Sábato et Albert Camus (1981).
Lecionou por quatro anos na Universidade Federal de Santa Catarina, em Florianópolis, tendo também trabalhado em um grande jornal diário de São Paulo.
Autor de dois romances e diversos ensaios, Janer Cristaldo também era tradutor poliglota: traduziu obras de Maria Gripe e Olof Johansson, Michel Tournier e Michel Déon, Jorge Luis Borges, Camilo José Cela e José Donoso e, principalmente, a obra completa de Ernesto Sábato. Ele dava grande importância à internet, escrevendo colunas para vários jornais eletrônicos e mantendo um blog popular que muitas vezes era fonte de controvérsia, pois ele era “politicamente incorreto” e não media suas palavras.[carece de fontes?]
Por ocasião dos dez anos de sua morte em outubro de 2024, o acervo de Janer Cristaldo, composto de correspondências com amigos, escritores e leitores, fotografias e objetos pessoais, assim como mais de 2 mil livros de sua biblioteca pessoal, foi doado ao município gaúcho de Dom Pedrito, onde estudou na juventude na Escola Patrocínio.